# David Douglas Duncan
David Douglas Duncan (23. ledna 1916, Kansas City (Missouri), USA – 7. června 2018) byl americký fotožurnalista a válečný fotograf. Je znám svými dramatickými snímky.

## Dětství a vzdělání
Duncan se narodil v Kansas City, kde navštěvoval také skautský klub. Krátce navštěvoval Arizonskou univerzitu, kde studoval archeologii. Ve svém vzdělání pokračoval na univerzitě v Miami, kterou dokončil v roce 1938, zkouškou ze zoologie a španělštiny. Působil jako redaktor a fotograf v univerzitních novinách.

## Kariéra
Jeho kariéra fotografa začala při požáru hotelu v Tucsonu v Arizoně, kde pak také studoval archeologii. Jeho fotoaparát zachytil jednoho hotelového hosta, jak se opakovaně pokouší vrátit do hořící budovy pro kufr. Tato fotografie vyšla v novinách a později se ukázalo, že na ní byl bankovní lupič John Dillinger a onen kufr obsahoval úlovek z bankovní loupeže, při které byl zastřelen policista.
Po škole Duncan působil jako důstojník u Námořní pěchoty Spojených států a stal se válečným fotografem. Po krátkém pobytu v Kalifornii a na Havaji byl na základě rozkazu poslán do Jižního Pacifiku, když Spojené státy vstoupily do druhé světové války. Přestože jsou váleční fotografové blízko k akci, velmi zřídka sami bojují. Při krátkém pobytu na ostrově Bougainville Duncan ale bojoval proti Japoncům. Ve chvíli japonské kapitulace byl na palubě USS Missouri.
Jeho válečné fotografie byly tak působivé, že jej po válce zaměstnal časopis Life a později se na naléhání J. R. Eyermana stal hlavním fotografem magazínu.
Během svého života se zúčastnil mnoha akcí, včetně konce Britské Indie a střetů v Turecku, ve východní Evropě, Africe a na Středním východě. Jeho patrně nejslavnější fotografie však byly pořízeny během korejské války. Duncan poskládal řadu fotografií do knihy s názvem To je válka! (This Is War!, 1951) a výtěžek věnoval vdovám a dětem námořníků, kteří byli ve válce zabiti. Duncan je považován za nejvýznamnějšího fotografa Korejské války. Z Vietnamské války Duncan ještě sestavil dvě další knihy – Protestuji! (I Protest!, 1968) a Válka bez hrdinů (War Without Heroes, 1970). Tady Duncan vystoupil ze své role neutrálního fotografa a kritizoval vládu USA za manipulaci války.
Zemřel 7. června 2018 ve věku 102 let ve francouzském Grasse.

## Ocenění
V roce 1967 získal Zlatou medaili Roberta Capy.

## Galerie

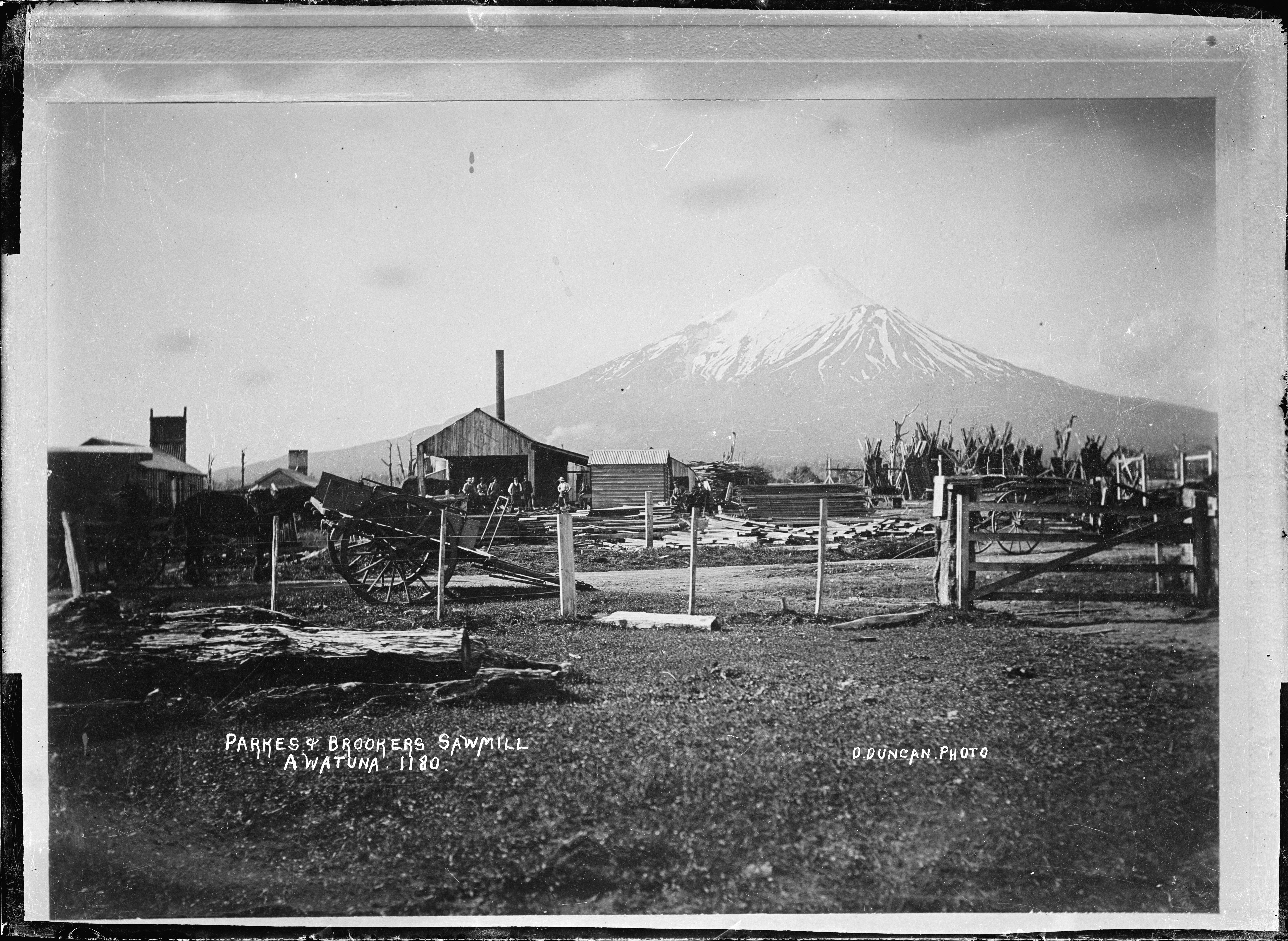
Awatuna, Parkes and Brookers Sawmill, s horou Taranaki v pozadí, 1910-1920
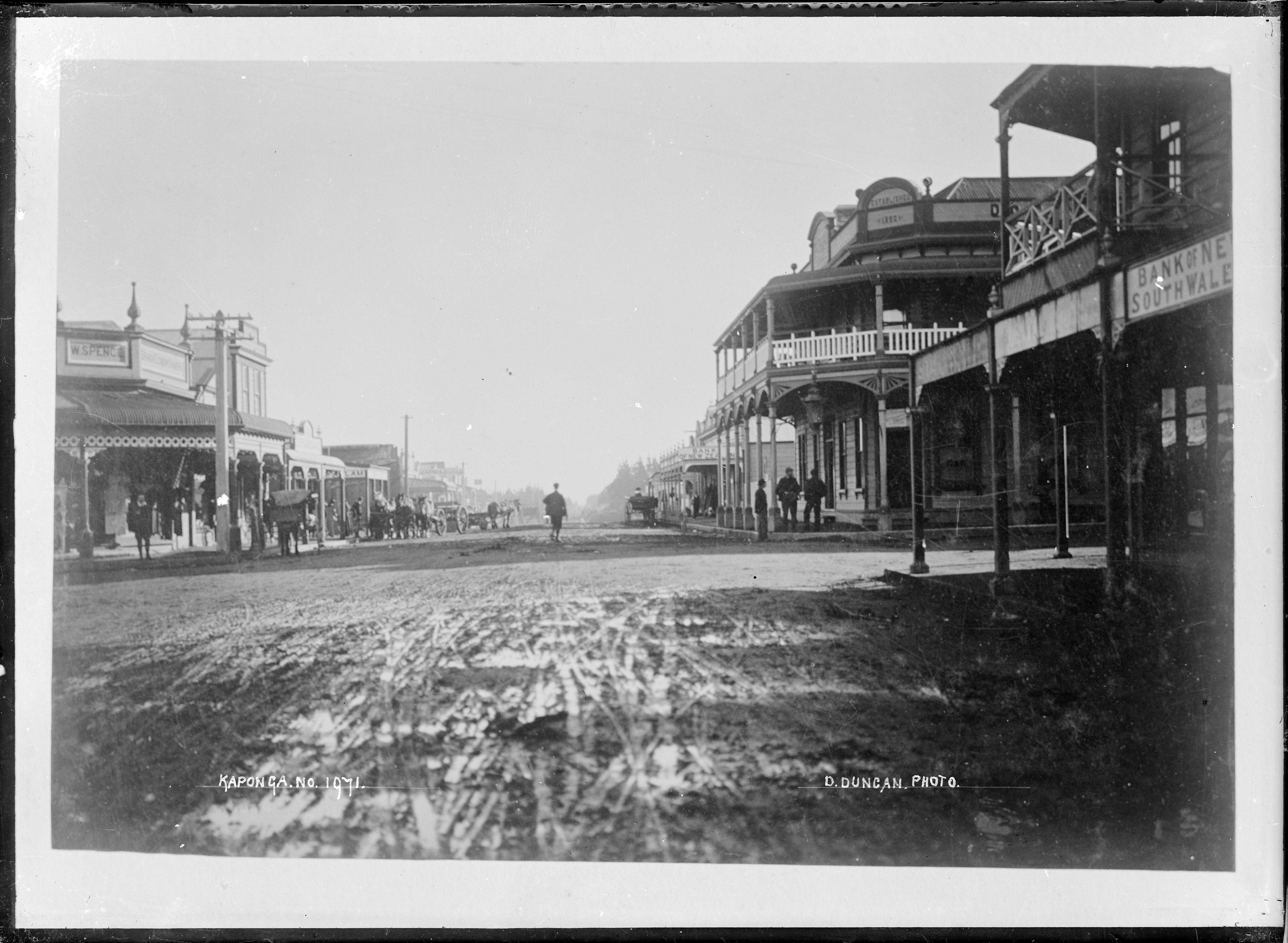
Hlavní ulice ve městě Kaponga, jižní Taranaki, 1910-1920
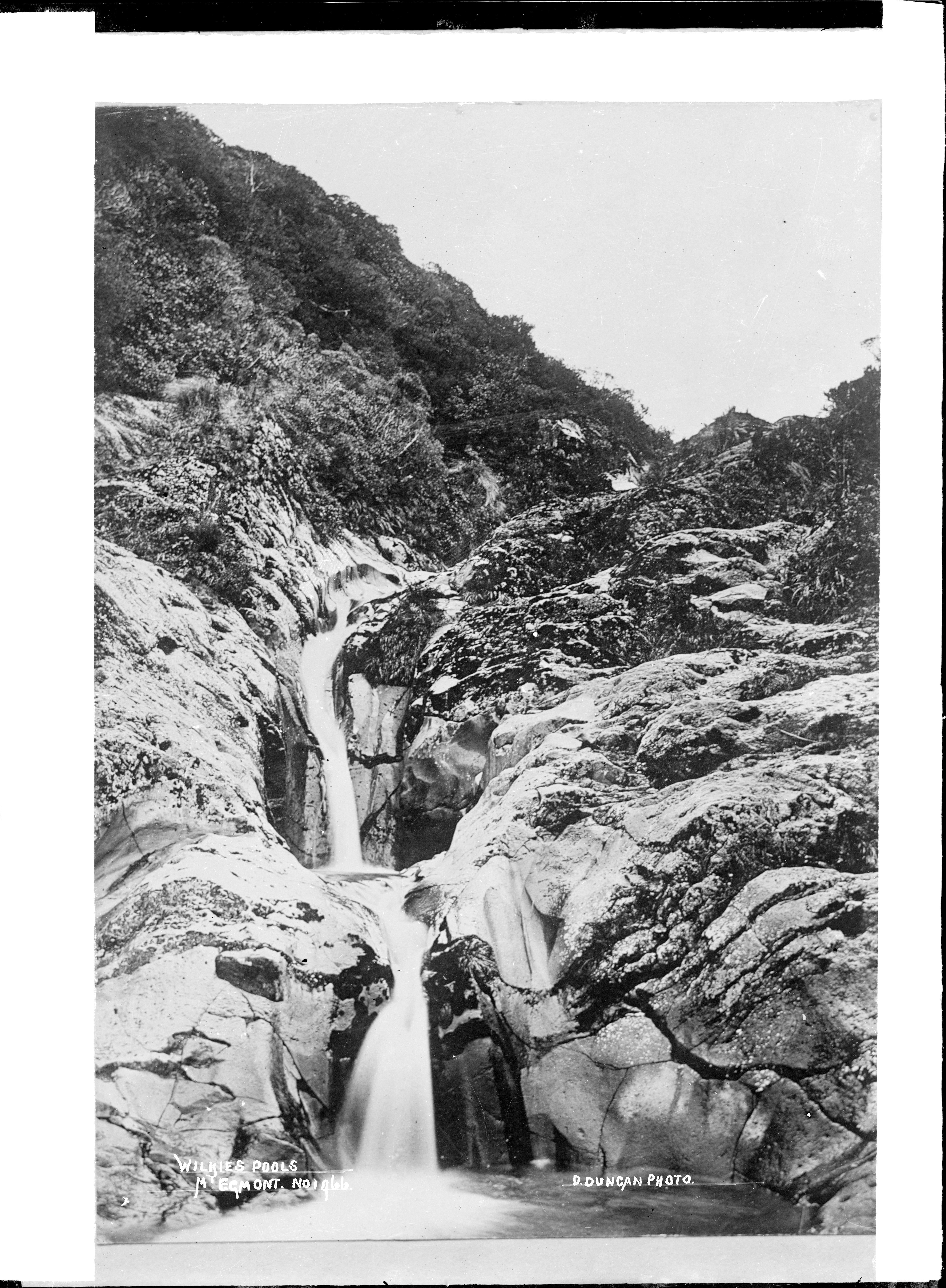
Wilkies Pools, Mount Taranaki, 1910-1920
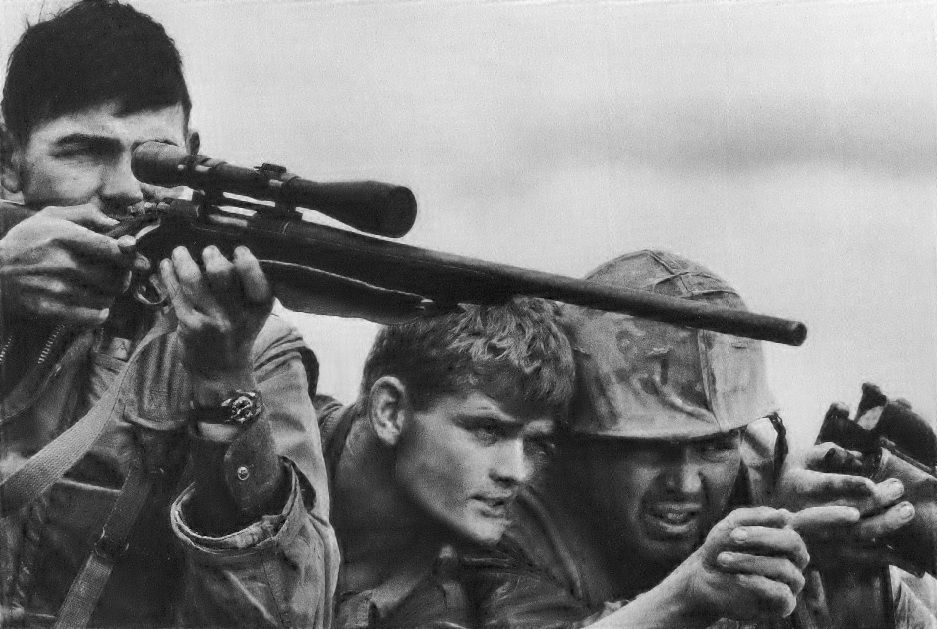
Tým ostřelovačů Marine Corps, Khe Sanh Valley, asi 1968
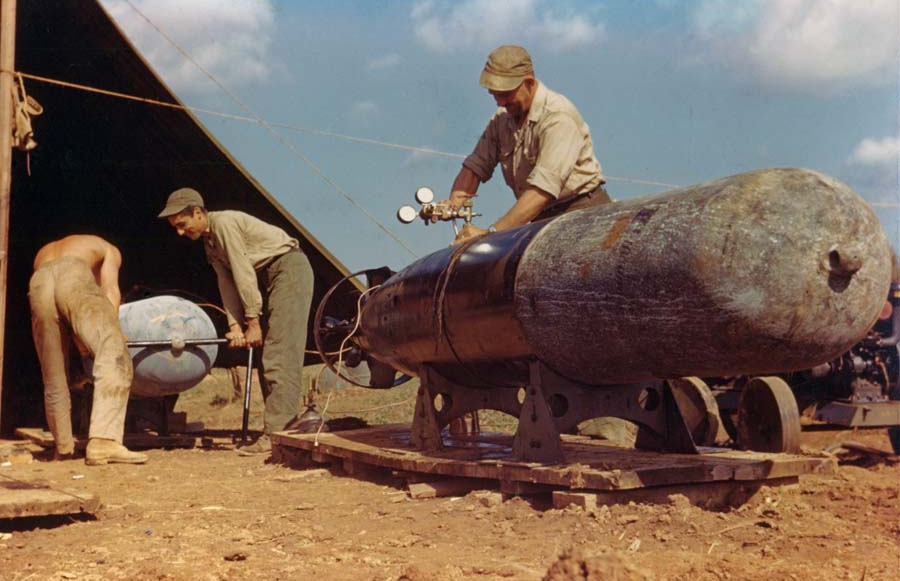
Torpédo USMC Mk 13, Okinawa, květen 1945
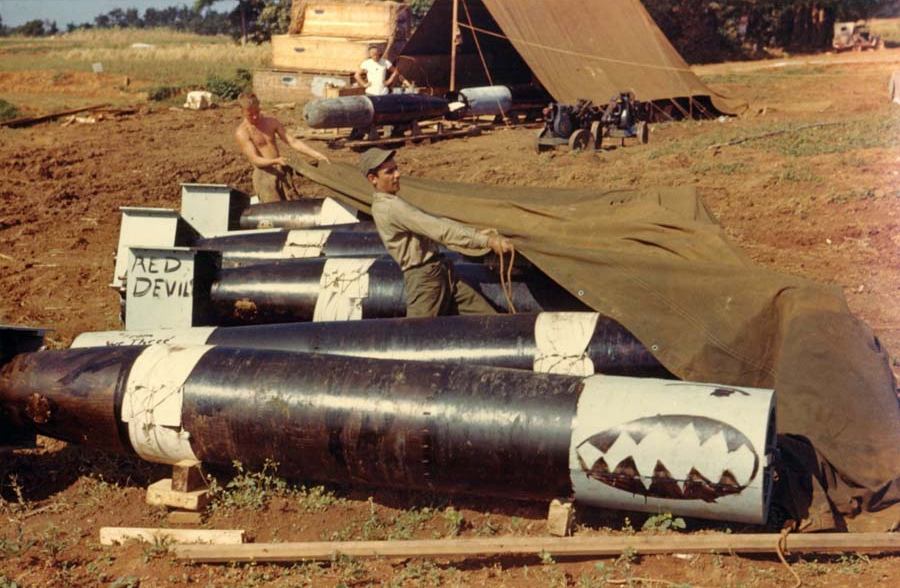
Torpéda USMC Mk 13, Okinawa, květen 1945

## Knihy
- This Is War! (1951)
- The Private World of Pablo Picasso (1958)
- The Kremlin (1960)
- Picasso's Picassos (1961)
- Yankee Nomad (1966)
- I Protest! (1968)
- Self-Portrait: USA (1969)
- War Without Heroes (1970)
- Prismatics (1972)
- David Douglas Duncan [portfolio] (1972?)
- Goodbye Picasso (1974)
- The Silent Studio (1976)
- Magic Worlds of Fantasy (1978)
- The Fragile Miracle of Martin Gray (1979)
- Viva Picasso (1980)
- The World of Allah (1982)
- New York/New York (1984)
- Sunflowers for Van Gogh (1986)
- Picasso and Jacqueline (1988)
- A Secret Garden (1992)
- Thor (1993)
- Picasso Paints a Portrait (1996)
- Yo-Yo (1999)
- Faceless (2001)
- Photo Nomad (2003)
- Picasso & Lump (2006)
- Grand Prix of Monaco (2013)
- Yesterday (2016)
- The Forest World of Ann West (2018)